# Dahme (rzeka)

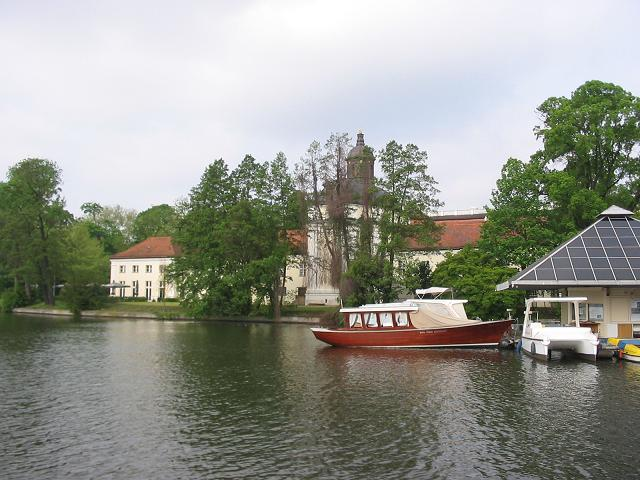
Wyspa Zamkowa na Dahme w Berlinie-Köpenick

Dahme (grn. łuż. Dubja) – rzeka w Brandenburgii w Niemczech o długości 95 km, lewy dopływ Sprewy. Źródło zlokalizowane jest koło miasta Dahme/Mark, a ujście znajduje się w Berlinie w dzielcy Köpenick, gdzie wpada do Sprewy. Rzeka przepływa przez takie miejscowości jak: Märkisch Buchholz i Königs Wusterhausen.
Od nazwy rzeki pochodzi nazwa powiatu Dahme-Spreewald.